# Отел ла Дукеса (Ријети)
Отел ла Дукеса је насеље у Италији у округу Ријети, региону Лацио.
Према процени из 2011. у насељу је живело 18 становника. Насеље се налази на надморској висини од 819 м.